# 贤者系统

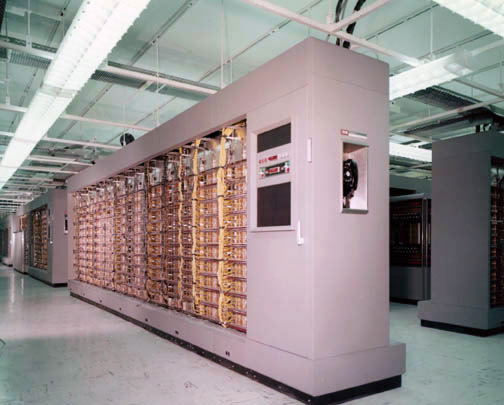
SAGE AN/FSQ-7電腦。

半自动地面防空系统（英語：Semi-Automatic Ground Environment，简称SAGE）是由北美防空司令部自1950后期至1980年使用的一套自动化追踪、拦截敌军飞行器，尤其是轰炸机的指挥系统。在后期版本中，系统可以自动地通过指挥机载自动驾驶仪引导飞机执行拦截任务。

## 相關
- CIM-10飛彈